# Nikitas Kaklamanis

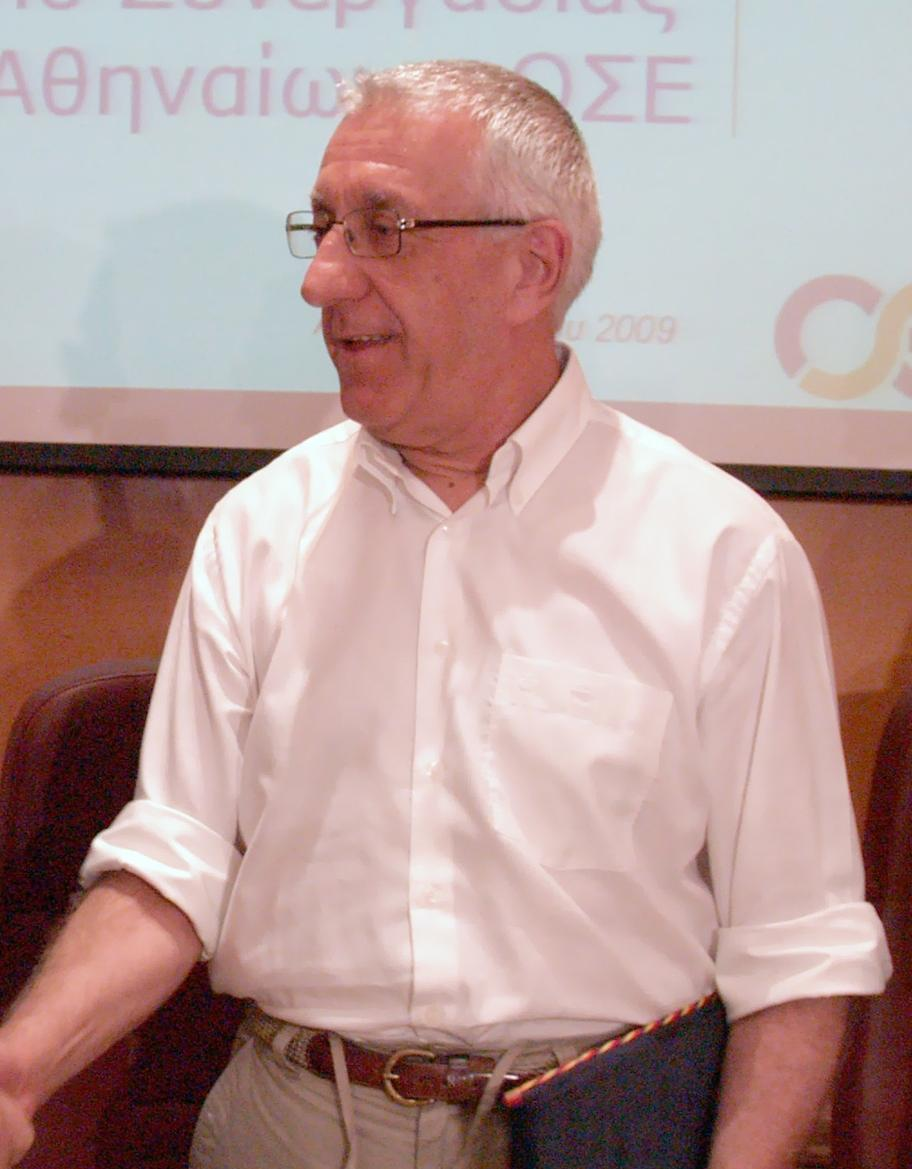
Nikitas Kaklamanis

Nikitas Kaklamanis (griechisch Νικήτας Κακλαμάνης; * 1. April 1946 auf Andros) ist ein griechischer Politiker. Er war Abgeordneter, Minister und von 2006 bis Ende 2010 Bürgermeister von Athen.
Kaklamanis wurde auf Andros, der nördlichsten Insel der Kykladen, geboren. Er studierte an der Nationalen und Kapodistrias-Universität Athen Medizin und graduierte dort 1971, spezialisiert auf Strahlentherapie und Onkologie. 1981 erhielt er sein Doktorat und wurde 1989 zum Assistenz Professor für Strahlentherapie an der Medizinischen Fakultät der Nationalen und Kapodistrias-Universität Athen gewählt.
1986 wurde Kaklamanis in das Zentralkomitee der Nea Dimokratia gewählt. 1987 dann in das Exekutivkomitee der Partei. Im selben Jahr wurde Kaklamanis mit 93 Prozent zum zweiten Mal zum Generalsekretär der Pan-Hellenistischen Medizinischen Vereinigung gewählt.
1990 erstmals für die Nea Dimokratia in das griechische Parlament gewählt, war Kaklamanis, nachdem er Oktober 1993 seinen Sitz im griechischen Parlament verteidigen könnte, zwischen Juli 1994 und Juli 1999 Mitglied des Europäischen Parlaments für die Politiki Anixi. Im Europäischen Parlament gehörte er der Fraktion Union für Europa an.
2000 und anschließend 2004 wurde er erneut für die Nea Dimokratia in das griechische Parlament gewählt. März 2004 wurde Kaklamanis zum Minister für Gesundheit und soziale Solidarität ernannt. Dieses Amt hatte er bis Februar 2006 inne.
Am 15. Oktober 2006 wurde er zum neuen Bürgermeister der griechischen Hauptstadt Athen gewählt und trat das Amt Januar 2007 an. Drei Wochen nach seiner Amtseinführung traf sich Kaklamanis mit den Bürgermeistern von Rom und Paris, um zur weltweiten Abschaffung der Todesstrafe aufzurufen. Bei den Kommunalwahlen im November 2010 unterlag Kaklamanis seinem Gegenkandidaten Giorgos Kaminis von der PASOK. 
Bei den Parlamentswahlen 2012 wurde er als Abgeordneter der ND wieder ins Parlament gewählt. Bei den Kommunalwahlen 2014 kandidierte er wieder für das Amt des Bürgermeisters von Athen, verlor jedoch gegen Giorgos Kaminis.
Seit 2025 ist er Präsident des griechischen Parlaments.

## Auszeichnungen
- 2007: Großes Goldenes Ehrenzeichen am Bande für Verdienste um die Republik Österreich[2]